# ジョン・タウンゼント (物理学者)

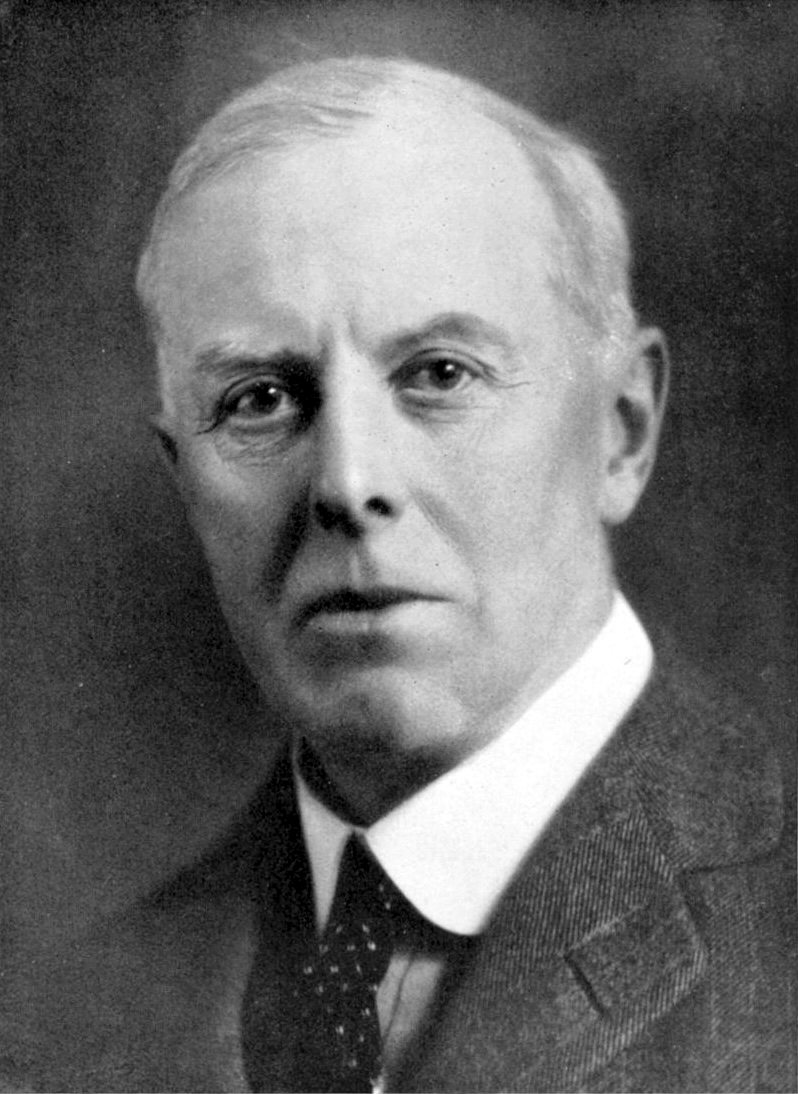
ジョン・タウンゼント (物理学者)

サー･ジョン･シーリー･エドワード･タウンゼント（Sir John Sealy Edward Townsend、1868年6月7日 - 1957年2月16日 )はアイルランドの物理学者。気体の電気伝導、電離気体（プラズマ）研究の発展に大きく貢献した。

## 経歴
1868年6月7日、アイルランドのゴールウェイで生まれた。1885年、アイルランド、ダブリンのトリニティカレッジで数学、物理学を学んだ。
1895年にイギリスへ渡り、ケンブリッジ大学でJ.J.トムソンの最初の研究生となった（アーネスト・ラザフォードと同期）。ケンブリッジ大学では主に気体イオンの特性研究を行った。1897年、電気分解によって発生する気体はイオン化していると主張し（タウンゼントが言うには、「ラプラスやラボアジエも気体がイオン化していると知っていた」というようなことを述べている）、その気体イオンの電荷を測定する装置を考案し、この方法を用いて1898年電子の電荷（電気素量）を世界で初めて測定した。
同じく1898年に気体中のイオン拡散の研究を始め、低圧気体中に起こる放電現象（タウンゼント放電）の実験を行った。
1900年にオックスフォード大学に教授として招かれた。オックスフォードでも気体イオンに関する研究を行った。衝突電離作用（α作用、β作用、γ作用）を見いだし、また衝突電離係数の決定を行った。他に放電開始条件の研究も行った。第一次世界大戦中はイギリス海軍で電信の研究を行った。大戦後はオックスフォード大学に戻り、電子の衝突断面積の測定を行った。また、ヘリウムやネオン以外の希ガス原子において、1eV近辺で衝突断面積がきわめて小さくなる現象（ラムザウアー・タウンゼント効果、同時期にカール・ラムザウアー(1879-1955)も発見したため二人の名前が付けられた）を発見した。
1903年に王立協会フェロー選出。1941年にナイトに叙せられ、オックスフォード大学を退職した。しかしその後も亡くなるまで研究を続け、また教鞭を執り続けた。

## その他
- 換算電界の単位としてTd（タウンゼントと読む）がある。換算電界は電界強度E と、気体の分子数密度n（圧力と温度によって決まる（理想気体の状態方程式）、または摂氏0度の時の気圧p0 との比で表される（E/n 、E/p0 ）。1Tdは1×10-17 V·cm2である。